# NGC 1763
NGC 1763 (còn được gọi là ESO 85-EN20) là một tinh vân phát xạ với cụm sao nhúng trong chòm sao Kiếm Ngư trong Đám mây Magellan Lớn, Nó rất sáng, rất lớn và rất không đều. Kích thước rõ ràng của nó là khoảng 3.0-5.0 arcmin. Nó là một phần của một khu vực rộng lớn gồm các ngôi sao có tên LMC-N11 (N11) được nhà thiên văn học James Dunlop phát hiện vào năm 1826 và cũng được John Herschel quan sát vào năm 1834.  Bản thân tinh vân được phân loại theo LHA 120-N 11B hoặc ESO 85-EN20.